# Peckassjön
Peckassjön är en sjö i byn Högnabba i Kronoby i Österbotten. Sjön är den största i Kronoby ås avrinningsområde. Sjön regleras av en damm vid Grundforsen vid Djupsjön cirka 2 kilometer norrut.
I sjön finns öarna Simjosholmen och Tunderholmen.